# دادنجان
دادنجان، روستایی از توابع بخش میمند شهرستان فیروزآباد در استان فارس ایران است.این روستا در جنوب غربی شیراز قرار دارد این روستا مرکز دهستان بوده و روستاهای مورجان و خبره و گیاهزار و چنارسوخته و ده رئیسی و میگلی و سمنگان و انارمهر را شامل می شود و آبادی های اشکفت زون ، بیدستان و امامزاده گنجو و پهنا و برو و فاریاب و  آب سوراخک در این دهستان واقع شده اند .
روستای دادنجان در حیطه کوههای بلند بری(bori) و گرم(gorm) از رشته کوههای زاگرس قرار دارد . مردم با لهجه شبیه لری و اچمی صحبت می کنند و از طایفه بزرگ ایل سرخی هستند . مزارع بزرگ برنج و باغهای زیبای انار جاذبه خاصی به روستا بخشیده است .سالانه حدود 1000 تن انار از باغات انار روستا برداشت میشود .   
مزارع و باغات با آب چشمه سرافیل سیراب می گردند و مردم علاوه بر کشاورزی به دامداری نیز مشغول هستند . کشت دیم گندم جو و عدس نیز در این دهستان وجود دارد . 
جایگاه بزرگان ایل سرخی  از جمله مهتی خان سرخی، ملا بابا خان ، قاسم خان و بهادرخان و امیرخان  بوده است .
مردمانی خونگرم مهمان پذیر و سرزنده هستند . 
در این روستا پاسگاه انتظامی و درمانگاه و خانه بهداشت و مدرسه ابتدایی  مستقر می باشد . 

## جمعیت
این روستا در دهستان دادنجان قرار دارد و براساس سرشماری مرکز آمار ایران در سال ۱۳۹۵، جمعیت آن ۲۷۷ نفر (۱۰۲خانوار) بوده‌است.